# Lijst van rijksmonumenten in Heek
De plaats Heek telt 8 inschrijvingen in het rijksmonumentenregister. Hieronder een overzicht.
| Object                                          | Oorspronkelijke functie? | Bouwjaar                                      | Architect | Locatie      | Coördinaten?                  | Nr.?  | Afbeelding        |
| ----------------------------------------------- | ------------------------ | --------------------------------------------- | --------- | ------------ | ----------------------------- | ----- | ----------------- |
| Boerderij met schilddak, grotendeels van mergel | Boerderij                |                                               |           | Achelerweg 1 | 50° 52' 33" NB, 5° 51' 43" OL | 18262 | Meer afbeeldingen |
| Hoeve van mergel om gesloten binnenplaats       | Boerderij                | 1799 (poort) woonhuis (eerste kwart 19e eeuw) |           | Hekerweg 35  | 50° 52' 34" NB, 5° 51' 39" OL | 18264 | Meer afbeeldingen |
| Boerderij met schilddak, grotendeels van mergel | Boerderij                |                                               |           | Hekerweg 38  | 50° 52' 33" NB, 5° 51' 44" OL | 18265 | Meer afbeeldingen |
| Boerderij met schilddak, grotendeels van mergel | Boerderij                |                                               |           | Hekerweg 36  | 50° 52' 33" NB, 5° 51' 44" OL | 18267 | Meer afbeeldingen |
| 't Boere Höfke                                  | Boerderij                | 17e-eerste helft 19e eeuw                     |           | Hekerweg 23  | 50° 52' 29" NB, 5° 51' 20" OL | 18268 | Meer afbeeldingen |
| Boerderij met schilddak                         | Boerderij                | 1770                                          |           | Hekerweg 34  | 50° 52' 33" NB, 5° 51' 43" OL | 18269 | Meer afbeeldingen |
| Hoeve de Heek                                   | Boerderij                | 1658                                          |           | Hekerweg 29  | 50° 52' 31" NB, 5° 51' 30" OL | 18270 | Meer afbeeldingen |
| Herenhoeve van mergel om gesloten binnenplaats  | Boerderij                | 19e eeuw                                      |           | Heek 3       | 50° 52' 40" NB, 5° 51' 58" OL | 37923 | Meer afbeeldingen |